# Список чемпіонів Малайзії з футболу
Чемпіони Малайзії з футболу з 1982 року визначався за результатами аматорської Ліги Малайзія. З сезону 1989 року до 1993 року чемпіон Малайзії визначався за результатами Першого дивізіону напівпрофесійної ліги.
З 1994 року малайзійський футбол перейшов до професійного футболу, створивши першу професійну футбольну лігу, Лігу Пердана, яка складалась з одного дивізіону. У 1998 році ліга була знову розділена на два дивізіони — Ліга Пердана 1 і Ліга Пердана 2, а переможець першої з них до 2003 року ставав чемпіоном країни.
В 2004 році була створена Ліга Супер, що стала найвищим дивізіоном.

## Переможці

### Ліга Малайзія(1982—1988)
| Рік  | Чемпіон      | 2-е місце    | 3-е місце |
| ---- | ------------ | ------------ | --------- |
| 1982 | Пінанг       | Куала-Лумпур | Селангор  |
| 1983 | Малакка      | Пінанг       | Келантан  |
| 1984 | Селангор     | Паханг       | Пінанг    |
| 1985 | ЛайонзХІІ    | Джохор       | Паханг    |
| 1986 | Куала-Лумпур | Сингапур     | Селангор  |
| 1987 | Паханг       | Куала-Лумпур | ЛайонзХІІ |
| 1988 | Куала-Лумпур | ЛайонзХІІ    | Келантан  |

### Перший дивізіон напівпрофесійної ліги(1989—1993)
| Рік  | Чемпіон  | 2-е місце    | 3-е місце      |
| ---- | -------- | ------------ | -------------- |
| 1989 | Селангор | Куала-Лумпур | Кедах          |
| 1990 | Селангор | Сингапур     | Перак          |
| 1991 | Джохор   | Паханг       | Перак          |
| 1992 | Паханг   | Тренгану     | Негрі-Сембілан |
| 1993 | Кедах    | Саравак      | Перак          |

### Ліга Пердана(1994—1997)
| Рік  | Чемпіон  | 2-е місце | 3-е місце      |
| ---- | -------- | --------- | -------------- |
| 1994 | Сингапур | Кедах     | Саравак        |
| 1995 | Паханг   | Селангор  | Саравак        |
| 1996 | Сабах    | Кедах     | Негрі-Сембілан |
| 1997 | Саравак  | Кедах     | Сабах          |

### Ліга Пердана 1(1998—2003)
| Рік  | Чемпіон  | 2-е місце | 3-е місце      |
| ---- | -------- | --------- | -------------- |
| 1998 | Пінанг   | Паханг    | Бруней         |
| 1999 | Паханг   | Пінанг    | Негрі-Сембілан |
| 2000 | Селангор | Пінанг    | Перак          |
| 2001 | Паханг   | Тренгану  | Келантан       |
| 2002 | Перак    | Селангор  | Сабах          |
| 2003 | Перак    | Кедах     | Перліс         |

### Ліга Супер(2004—донині)
| Рік  | Чемпіон            | 2-е місце        | 3-е місце          |
| ---- | ------------------ | ---------------- | ------------------ |
| 2004 | Паханг             | Паблік Банк      | Перліс             |
| 2005 | Перліс             | Паханг           | Перак              |
| 2006 | Негрі-Сембілан     | Телеком Малайзія | Перак              |
| 2007 | Кедах              | Перак            | ДПММ               |
| 2008 | Кедах              | Негрі-Сембілан   | Джохор Дарул Тазім |
| 2009 | Селангор           | Перліс           | Кедах              |
| 2010 | Селангор           | Келантан         | Тренгану           |
| 2011 | Келантан           | Тренгану         | Селангор           |
| 2012 | Келантан           | ЛайонзХІІ        | Селангор           |
| 2013 | ЛайонзХІІ          | Селангор         | Джохор Дарул Тазім |
| 2014 | Джохор Дарул Тазім | Селангор         | Паханг             |
| 2015 | Джохор Дарул Тазім | Селангор         | Паханг             |
| 2016 | Джохор Дарул Тазім | Фелда Юнайтед    | Кедах              |
| 2017 | Джохор Дарул Тазім | Паханг           | Фелда Юнайтед      |

## Сумарна кількість чемпіонств
Список усіх чемпіонів Малайзії з 1982 року.
| Команда            | Чемпіонств | Віце-чемпіонств | Роки чемпіонств                    |
| ------------------ | ---------- | --------------- | ---------------------------------- |
| Селангор           | 6          | 5               | 1984, 1989, 1990, 2000, 2009, 2010 |
| Паханг             | 5          | 5               | 1987, 1992, 1995, 1999, 2004       |
| Джохор Дарул Тазім | 4          | 0               | 2014, 2015, 2016, 2017             |
| Кедах              | 3          | 4               | 1993, 2006–07, 2007–08             |
| Пінанг             | 3          | 3               | 1982, 1998, 2001                   |
| Сингапур           | 2          | 3               | 1985, 1994                         |
| Куала-Лумпур       | 2          | 2               | 1986, 1988                         |
| Келантан           | 2          | 1               | 2011, 2012                         |
| Перак              | 2          | 1               | 2002, 2003                         |
| Джохор             | 1          | 1               | 1991                               |
| ЛайонзХІІ          | 1          | 1               | 2013                               |
| Негері Сембілан    | 1          | 1               | 2005–06                            |
| Перліс             | 1          | 1               | 2005                               |
| Саравак            | 1          | 1               | 1997                               |
| Малакка            | 1          | 0               | 1983                               |
| Сабах              | 1          | 0               | 1996                               |